# Vabec

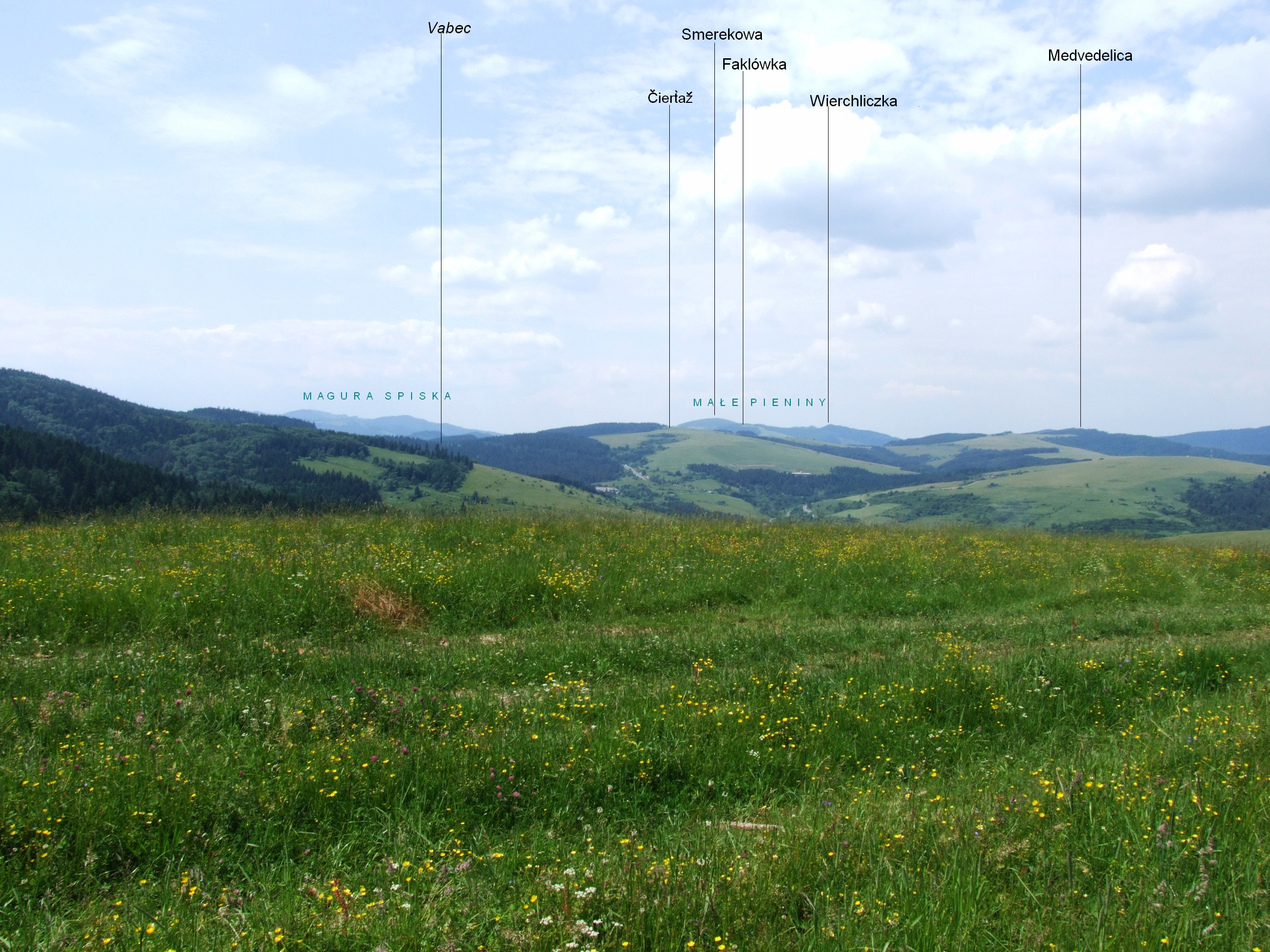
Widok z wzniesienia Kóta 772

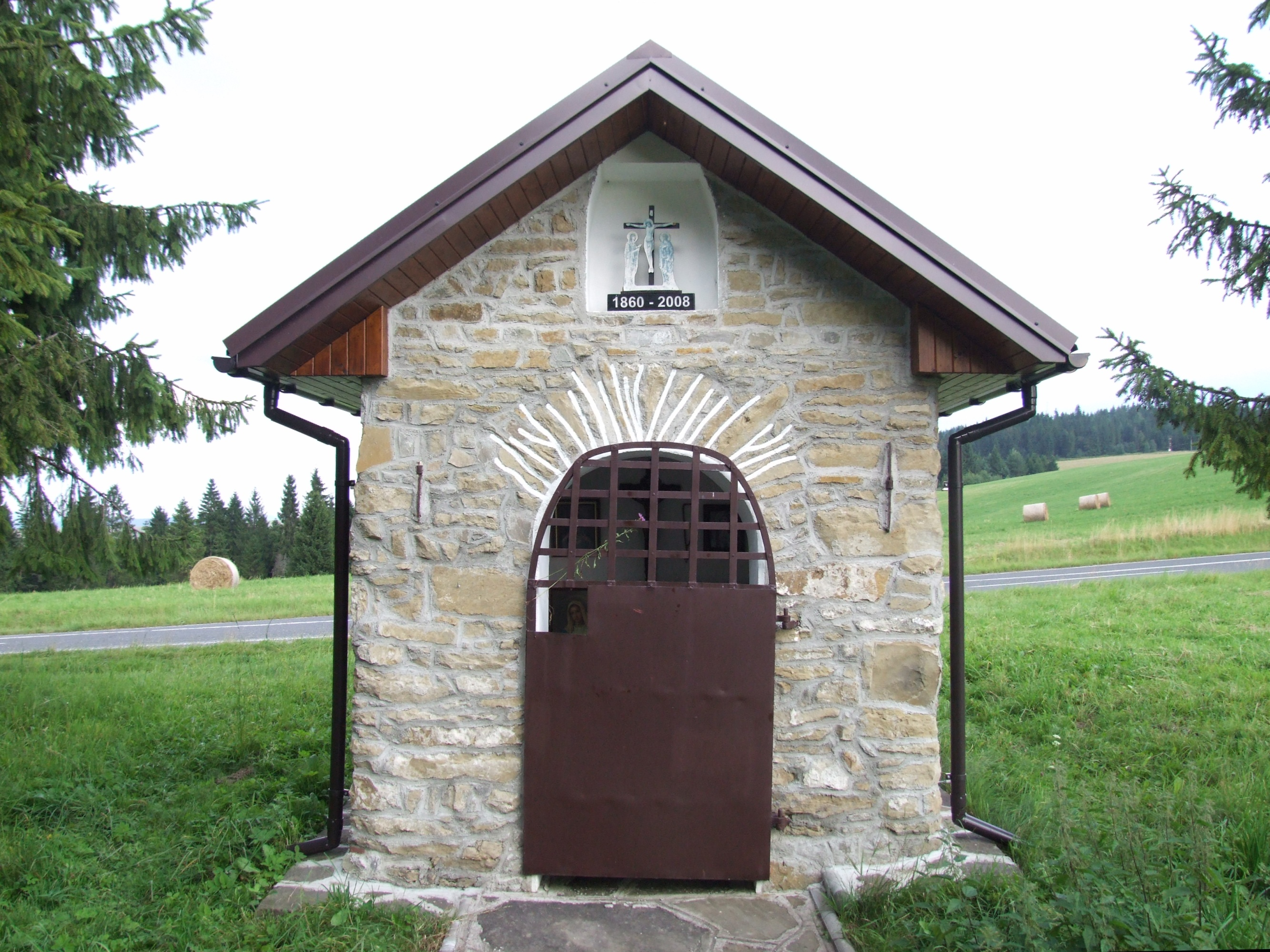
Kapliczka na przełęczy Vabec

Vabec – położona na wysokości 750 m szeroka przełęcz w Górach Lubowelskich (Ľubovnianska vrchovina) na Słowacji, które w polskiej regionalizacji z 2018 r. zaliczane są do Pogórza Popradzkiego. Znajduje się w grzbiecie łączącym Ośli Wierch (859 m) z Medvedelicą (888 m). Ma też polską nazwę – Wabnik. Nazwa ta pochodzi od nazwy karczmy, która dawniej stała na tej przełęczy. Nazwę Wabnik wymienia Słownik Geograficzny Królestwa Polskiego. Przed rozbiorami bowiem tereny te należały do Polski.
Przez przełęcz prowadzi droga krajowa nr 68 z dawnego przejścia Milhost na granicy węgierskiej przez Lubowlę do dawnego przejścia granicznego w Mniszku nad Popradem. Właściwa przełęcz znajduje się przy murowanej kapliczce, w miejscu, w którym niebieski szlak skręca do Jarzębiny. Droga najwyższy punkt osiąga na wysokości 766 m, w miejscu, obok którego dawniej stała karczma. W miejscu tym jest parking, przystanek autobusowy i skrzyżowanie dwóch szlaków turystycznych.
Przełęcz jest bezleśna i dzięki temu rozciągają się z niej szerokie widoki obejmujące Góry Lewockie, Kotlinę Popradzką, Magurę Spiską i wschodnią część Pienin, Tatry Bielskie, Wysokie i Niżne.

## Szlaki turystyczne
– niebieski: Lubowla – przełęcz Vabec – Čierťaž – Čertova skala – Jarzębiński Przełom – Jarzębina. 3:25 h, ↓ 3:05 h
 – żółty: Vabec – Ośli Wierch. 1.10 h, ↓ 55 min.
 – żółty: Vabec – Čierťaž – Medvedelica – Eliaszówka